# Luksemburška košarkaška reprezentacija
Luksemburška košarkaška reprezentacija (luks. Lëtzebuergesch Basketballnationalequipe) predstavlja državu Luksemburg u športu košarci.
Ostvarila je tri nastupa na Europskim prvenstvima: 1946. (8. mjesto), 1951. (17. mjesto) i 1955. (15. mjesto). Do sada nije nastupila na Svjetskome prvenstvu.
Natječe se na Igrama malih europskih država.